# Dzihunia amudarjensis
Dzihunia amudarjensis és una espècie de peix de la família dels balitòrids i de l'ordre dels cipriniformes.

## Morfologia
- Els mascles poden assolir 16 cm de longitud total.[8][9]

## Hàbitat
És un peix d'aigua dolça, bentopelàgic i de clima subtropical.

## Distribució geogràfica
Es troba a l'Àsia central: el riu Amudarià.